# Холмський Вісник
«Холмський Вісник» — український часопис, який видавався в 1999—2002 роках «Українським Товариством» у Холмі в Польщі. Був присвячений українському та православному життю на Холмщині та переселенцям з Холмщини. Головним редактором часопису був Григорій Купріянович.
Перший номер вийшов у Холмі 21 вересня 1999 року на пожертви холмщаків й був присвячений святу Пречистої. Попри історично український характер Холмської землі, на момент створення часопису на Холмщині не існувало жодного українського періодичного видання, тому «Холмський Вісник» став першим за понад пів століття таким часописом. Створенню та виданню часопису серед інших посприяли український громадський діяч Роман Висоцький та об'єднання «Закерзоння».